# Manole-Pass
Der Manole-Pass (bulgarisch проход Маноле prochod Manole) ist ein 2350 m hoher Bergsattel im westantarktischen Ellsworthland. In der Sentinel Range des Ellsworthgebirges bildet er einen Teil der Wasserscheide zwischen dem Dater-Gletscher im Südwesten und dem nordöstlich liegenden Hansen-Gletscher. 14,53 km ostnordöstlich des Mount Vinson, 7,8 km ostsüdöstlich des Vanand Peak, 1,6 km südöstlich des Parangalitsa Peak, 5 km südsüdwestlich des Mount Waldron, 2,08 km westlich des Mount Tuck und 3,7 km nördlich des Prosenik Peak trennt er in den östlichen Ausläufern des Vinson-Massivs den Veregava Ridge von den Doyran Heights.
US-amerikanische Wissenschaftler kartierten ihn 1988. Die bulgarische Kommission für Antarktische Geographische Namen benannte ihn 2011 nach der Ortschaft Manole im Süden Bulgariens.